# Tytthocope beddardi
Tytthocope beddardi is een pissebed uit de familie Munnopsidae. De wetenschappelijke naam van de soort is voor het eerst geldig gepubliceerd in 1896 door Jules Joseph Bonnier.